# 兵庫県道79号高砂加古川加西線
兵庫県道79号高砂加古川加西線（ひょうごけんどう79ごう たかさごかこがわかさいせん）は、兵庫県高砂市から加西市を結ぶ県道（主要地方道）である。

## 概要

### 路線データ
- 起点：高砂市高砂町朝日町（兵庫県道718号明石高砂線交点、文化会館東交差点）
- 終点：加西市河内町（兵庫県道24号多可北条線交点、河内バイパス交差点）
- 総延長：26.894 km

## 歴史
- 1993年（平成5年）5月11日 - 建設省から、県道高砂加古川加西線が高砂加古川加西線として主要地方道に指定される[1]。

## 地理

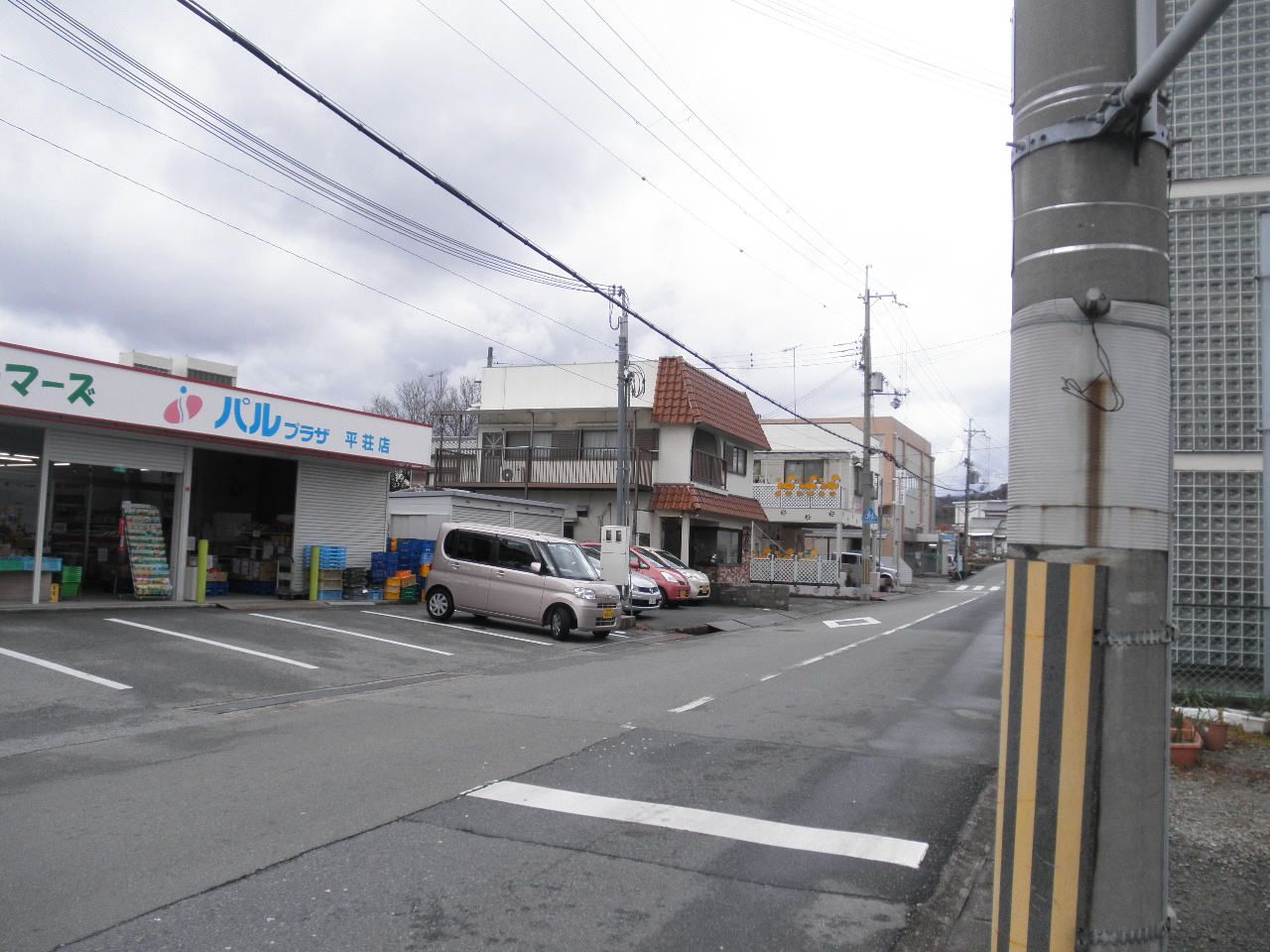
兵庫県道65号神戸加古川姫路線交点

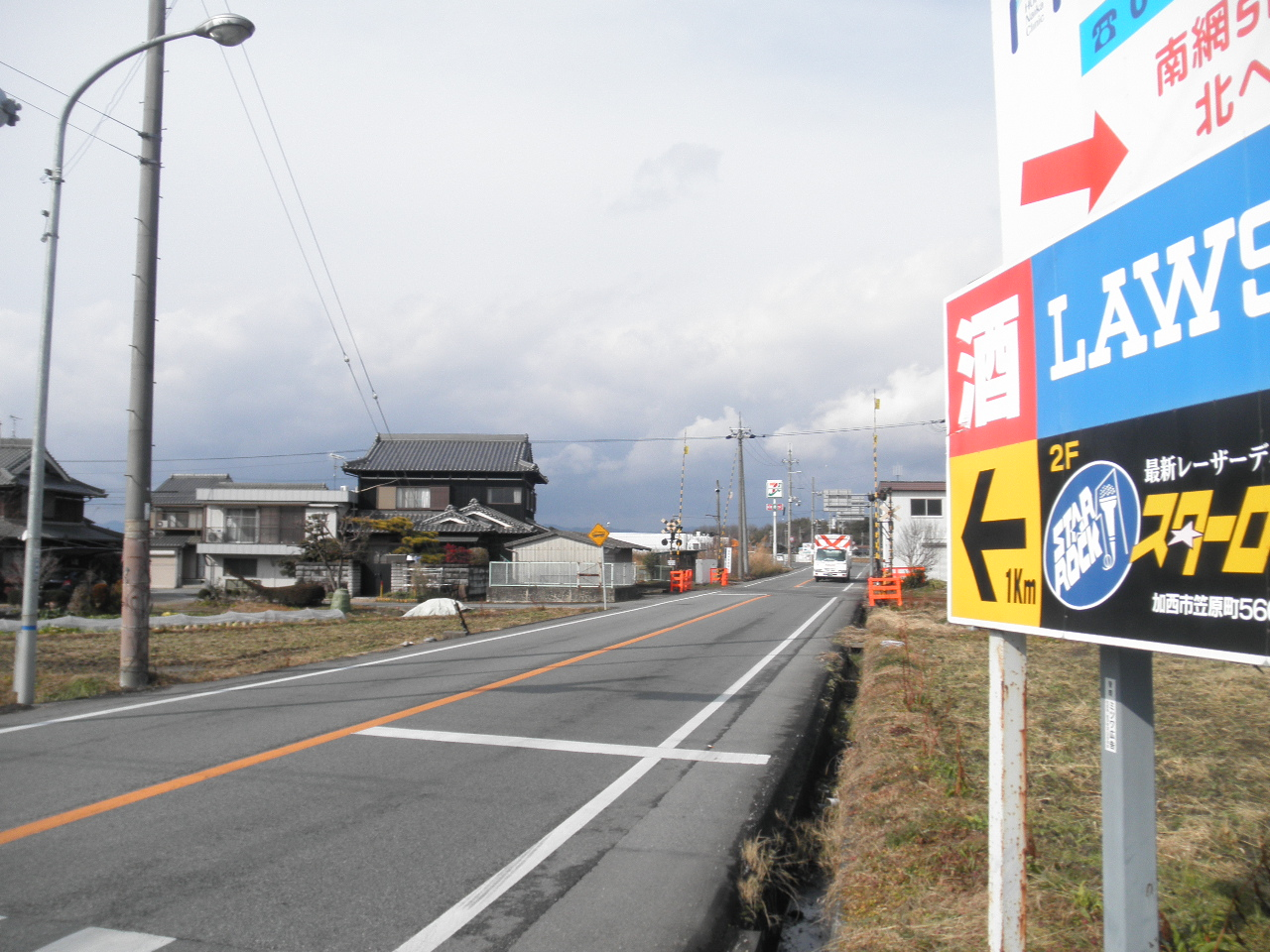
国道372号交点
加西市東笠原町付近

### 通過する自治体
- 高砂市
- 加古川市
- 加西市

### 交差する道路
- 兵庫県道718号明石高砂線（高砂市高砂町朝日町・文化会館東交差点、起点）
- 国道2号（加古川市米田町船頭・加古川橋西詰交差点）
- 兵庫県道390号神吉船頭線（加古川市米田町船頭）
- 国道2号 加古川バイパス 加古川西詰ランプ（加古川市東神吉町出河原）
- 兵庫県道384号平荘大久保線（加古川市平荘町里）
- 兵庫県道65号神戸加古川姫路線（加古川市平荘町西山・西山交差点）
- 兵庫県道569号加古川右岸自転車道線
- 兵庫県道375号平荘市場線（加古川市平荘町磐）
- 兵庫県道118号小野志方線（加古川市平荘町中山・中山交差点）
- 兵庫県道572号播磨中央自転車道線
- 兵庫県道81号小野香寺線（加西市網引町・網引交差点）
- 兵庫県道23号三木宍粟線（加西市桑原田町・桑原田交差点）
- 国道372号（加西市繁昌町・繁昌交差点）
- 兵庫県道371号高岡北条線（加西市別府町’・加西別府交差点）
- 兵庫県道370号野上河高線（加西市都染町）
- 兵庫県道145号下滝野市川線（加西市和泉町・和泉東交差点）
- 兵庫県道24号多可北条線（加西市河内町・河内バイパス交差点、終点）

### 沿線にある施設など
- 高砂市文化会館
- 権現湖
- イオンタウン加古川